# گتیکا
گتیکا (به اسپانیایی: Gatica) یک منطقهٔ مسکونی در اسپانیا است که در اوریبه-کوستا واقع شده‌است. گتیکا ۱۷٫۴۲ کیلومتر مربع مساحت دارد ۷۸ متر بالاتر از سطح دریا واقع شده‌است.